# Esquirol de Davao
L'esquirol de Davao (Sundasciurus davensis) és una espècie de rosegador de la família dels esciúrids. És endèmic de la regió de Davao (Filipines). Els seus hàbitats naturals són els boscos primaris i secundaris de plana. Com que no se sap amb certesa si és un animal gaire abundant, es desconeix si hi ha cap amenaça significativa per a la supervivència d'aquesta espècie.